# 巴伊斯河
巴伊斯河（法語：Baïse，法語發音：[ba.iz] ⓘ）是法國的河流，位於該國西南部，屬於加龍河的左支流，河道全長187.6公里，流域面積2,910平方公里，平均流量每秒5立方米，發源自拉讷默藏附近，河口處在艾吉永附近。

## 外部連結
- http://www.geoportail.fr （页面存档备份，存于）
- Sandre数据库中的巴伊斯河
- River Baise guide[] french-waterways.com